# Józef Kasprowicz (aktor)

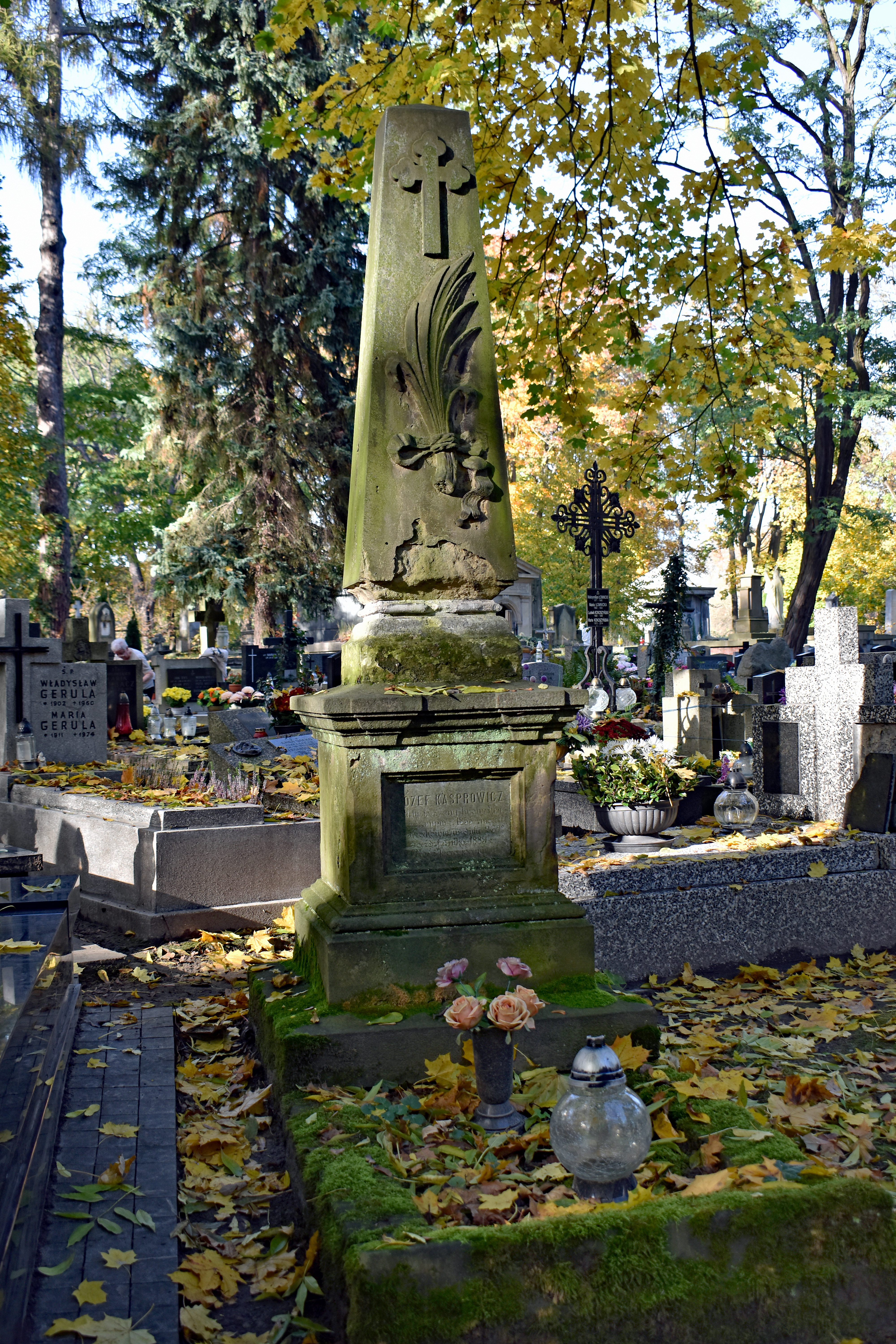
Grób Józefa Kasprowicza na cmentarzu Rakowickim

Józef Kasprowicz (ur. 1855 w Krakowie, zm. 26 października 1889 tamże) – polski aktor i przedsiębiorca teatralny, organizator ruchu teatralnego.

## Kariera aktorska
Debiutował w 1873 w zespole wędrownym w Galicji. Następnie występował w teatrach: poznańskim (1876 oraz sez. 1881/1882), krakowskim (1877), prowincjonalnym Józefy Piaseckiej (1878) i lwowskim (1878–1881, 1883–1889), a także w warszawskich teatrach ogródkowych: „Tivoli” i „Eldorado oraz w zespole Aleksandra Łukowicza w Petersburgu (1882). Wystąpił m.in. w rolach: Lubomira (Zrzędność i przekora), Adolfa (Dom otwarty), Walerego (Świętoszek), Adama (Nowy dziennik), Pawła (Świat nudów), Bajdalskiego (Pan Damazy), Karola (Radcy pana radcy) i Hulatyńskiego (Gęsi i gąski).

## Zarządzanie zespołami teatralnymi
W 1882 wraz z innymi aktorami z zespołu Aleksandra Łukowicza stworzył własny zespół teatralnym który w latach 1882–1883 dawał występy w Łomży.

## Życie prywatne
W 1881 we Lwowie poślubił aktorkę śpiewaczkę operową Amalię Zion.